# Motmot rogenc
El motmot rogenc (Baryphthengus martii) és una espècie d'ocell de la família dels momòtids (Momotidae) que rep en diverses llengües el nom de "Motmot vermellós" (Anglès: Rufous Motmot. Francès: Motmot roux). Habita la selva humida i altres formacions boscoses des del nord-est d'Hondures cap al sud fins al nord de Colòmbia, i des del sud-est de Colòmbia, cap al sud, a través de l'est de l'Equador i est del Perú fins al nord i est de Bolívia i Brasil amazònic.